# Blepharis spinipes
Blepharis spinipes är en akantusväxtart som beskrevs av K. Vollesen. Blepharis spinipes ingår i släktet Blepharis och familjen akantusväxter. Inga underarter finns listade i Catalogue of Life.